# Armand Van Helden
Armand Van Helden (Boston, 16 februari 1970) is een Amerikaanse house-dj en producer uit Boston met Nederlands-Indische-Franse en Libanese afkomst, en wordt al drie decennia als een van de meest gerespecteerde in de housemuziek beschouwd.

## Beginjaren
Van Helden werd in Boston geboren uit een Nederlands-Indische vader en een Frans-Libanese moeder. Omdat zijn vader bij de United States Air Force werkte, reisde hij in zijn kinderjaren veel rond de wereld en bracht veel tijd door in Nederland, Turkije en Italië. Op zijn dertiende kocht hij een drumcomputer en twee jaar later maakte hij zijn debuut als dj. Begin jaren negentig ging hij rechten studeren in zijn geboortestad Boston. Naast zijn studie was hij bezig dj en producer. Dat werd al snel zijn hoofdberoep. In 1992 was Move It To the Left van Sultans of Swing zijn eerste eigen plaat. Zijn wereldwijde doorbraak volgde met The Witch Doctor in 1994. Dat leverde hem een grote hoeveelheid opdrachten voor remixen op. 
Producties als Physic Bounty Killaz (1995) en The Funk Phenomena (1996) waren populair in de clubs. Ze staan op het debuutalbum Oldskool junkies. Ook maakte hij in 1996 enkele remixen die opzien baarden. Sugar is sweeter van C.J. Bolland, Spin spin sugar van Sneaker Pimps en Professional Widow van Tori Amos. Vooral de laatste deed het goed. De drie remixen waren toonzettend bij de ontwikkeling van de Speedgarage van die tijd.

## Da Mongoloids
In deze jaren was Van Helden de initiatiefnemer van Da Mongoloids. Dit housegenootschap bestond aanvankelijk uit Van Helden zelf, DJ Sneak, Roger Sanchez, The Rhythm Masters, Junior Sanchez, Todd Terry en Masters at Work. De groep had een gedeelde visie op housemuziek en probeerde zijn stempel op het genre te drukken door veel samen te werken en elkaar de bal toe te spelen. Dit door remixes voor elkaar te maken en elkaars platen te promoten. Gezamenlijk maakten ze slechts een plaat. Dat werd Spark da meth (1996), die tamelijk onbekend bleef. In de jaren die erop volgden, traden ook Daft Punk, Basement Jaxx, Ian Pooley en Laidback Luke toe. Na 2002 verwaterde het genootschap langzaam, hoewel het nooit officieel is opgeheven.

## Sterrenstatus
In het voorjaar van 1999 had Van Helden een wereldhit te pakken met het nummer You don't know me met zanger Duane Harden. Het nummer is afkomstig van het album 2 future 4 U (1998) en wist in het Verenigd Koninkrijk de eerste plek te behalen. Daarmee was Van Helden ineens bij het grote publiek bekend. In het voorjaar daagde hij de op dat moment ook populaire Britse dj Fatboy Slim uit voor enkele dj-battles. In 2000 volgde het album Killing Puritans met de hits Koochie en Full Moon. Het album kwam in opspraak door de hoes waarop een kindsoldaat met geweer te zien is. In het Verenigd Koninkrijk moest het album met een alternatieve hoes de winkels in. Het album Gandi Khan (2001) was wat minder succesvol. Zijn vriend Roger Sanchez hielp met de hit You can't change me.
Na 2001 deed Van Helden het tijdelijk rustiger aan, maar eind 2004 had hij weer een wereldhit met My My My, dat vooruitliep op het album Nympho. Op dit album maakte hij uitstapjes naar rock en elektropunk. Enkele recensenten verweten hem vooral andere artiesten na te doen. Daarna werd het rustiger. Het album Ghettoblaster (2007) werd geen verkoopsucces.

## Comeback
In 2009 stond Van Helden ineens weer hoog in verschillende hitlijsten met Bonkers, dat hij opnam met rapper Dizzee Rascal. Daarmee had hij opnieuw een nummer-een-hit in de UK Singles Chart. In 2009 startte hij ook het project Duck Sauce, een formatie van Van Helden en A-TRAK. Ze richtten hun pijlen op een groovediscosound. Hun nummer aNYway kwam op nummer 25 in de Nederlandse Top 40 en op nummer 26 in de Vlaamse Ultratop 50. In 2010 volgde Duck Sauce met Barbra Streisand, een disconummer dat ook een hoge notering krijgt in de hitlijsten. Het nummer leverde hem zelfs een Grammy award op.

## Discografie
Zie ook discografie Duck Sauce.

### Albums
| Album met hitnotering(en) in de Vlaamse Ultratop 200 albums | Datum van verschijnen | Datum van binnenkomst | Hoogste positie | Aantal weken | Opmerkingen   |
| ----------------------------------------------------------- | --------------------- | --------------------- | --------------- | ------------ | ------------- |
| 2 Future 4 U                                                | 1999                  | 17-04-1999            | 39              | 2            |               |
| Killing puritans                                            | 2000                  | 24-06-2000            | 49              | 3            |               |
| Nympho                                                      | 2005                  | 16-07-2005            | 46              | 6            |               |
| Ghettoblaster                                               | 04-05-2007            | 02-06-2007            | 97              | 1            |               |
| Greatest hits                                               | 18-02-2011            | 05-03-2011            | 16              | 8*           | Verzamelalbum |

### Singles
| Single met eventuele hitnotering(en) in de Nederlandse Top 40 | Datum van verschijnen | Datum van binnenkomst | Hoogste positie | Aantal weken | Opmerkingen                                                              |
| ------------------------------------------------------------- | --------------------- | --------------------- | --------------- | ------------ | ------------------------------------------------------------------------ |
| Witch Doktor                                                  | 1994                  | 25-02-1995            | tip2            | -            | Nr. 46 in de Single Top 100                                              |
| The Funk Phenomena                                            | 1996                  | 11-01-1997            | tip7            | -            | Nr. 67 in de Single Top 100                                              |
| You Don't Know Me                                             | 1999                  | 27-02-1999            | 11              | 7            | met Duane Harden / Nr. 14 in de Single Top 100 / Dancesmash op Radio 538 |
| You Can't Change Me                                           | 2001                  | 27-10-2001            | tip2            | -            | met Roger Sanchez & N'Dea Davenport / Nr. 78 in de Single Top 100        |
| My My My                                                      | 2004                  | 02-10-2004            | 14              | 16           | Nr. 18 in de Single Top 100 / Dancesmash op Radio 538                    |
| Into Your Eyes                                                | 2005                  | 09-07-2005            | 38              | 3            | Nr. 53 in de Single Top 100 / Dancesmash op Radio 538                    |
| When the Lights Go Down                                       | 2005                  | -                     |                 |              | Nr. 89 in de Single Top 100                                              |
| Bonkers                                                       | 2009                  | 13-06-2009            | tip5            | -            | met Dizzee Rascal / Nr. 63 in de Single Top 100                          |

| Single met hitnotering(en) in de Vlaamse Ultratop 50 | Datum van verschijnen | Datum van binnenkomst | Hoogste positie | Aantal weken | Opmerkingen                         |
| ---------------------------------------------------- | --------------------- | --------------------- | --------------- | ------------ | ----------------------------------- |
| You Don't Know Me                                    | 1999                  | 20-02-1999            | 13              | 13           | met Duane Harden                    |
| Koochy                                               | 2000                  | 03-06-2000            | 38              | 6            |                                     |
| You Can't Change Me                                  | 2001                  | 24-11-2001            | tip10           | -            | met Roger Sanchez & N'Dea Davenport |
| Hear My Name                                         | 2004                  | 22-05-2004            | 44              | 3            | met Spalding Rockwell               |
| My My My                                             | 2004                  | 02-10-2004            | 5               | 17           |                                     |
| Into Your Eyes                                       | 2005                  | 02-07-2005            | 31              | 6            |                                     |
| When the Lights Go Down                              | 2005                  | 15-10-2005            | tip10           | -            |                                     |
| I want your soul                                     | 2007                  | 29-09-2007            | tip14           | -            |                                     |
| Je t'aime                                            | 2008                  | 22-03-2008            | tip20           | -            | met Nicole Roux                     |
| Bonkers                                              | 2009                  | 13-06-2009            | 6               | 24           | met Dizzee Rascal                   |
| Wings                                                | 2016                  | 03-09-2016            | tip4            | -            |                                     |
| I Need a Painkiller                                  | 2017                  | 14-10-2017            | tip             | -            | met Butter Rush                     |
| Give Me Your Loving                                  | 2020                  | 14-03-2020            | tip28           | -            | met Lorne                           |
| The Fire                                             | 2020                  | 01-08-2020            | tip             | -            | met Kideko                          |

Hij maakt ook verschillende remixes van liedjes van onder meer: DJ Sneak, C.J. Bolland, Sneaker Pimps, Tori Amos, Faithless, New Order, Daft Punk en Janet Jackson.